# Смолин, Александр Фёдорович
Александр Фёдорович Смолин (род. 26 июля 1948) — советский хоккеист, нападающий.

## Биография
Начинал играть в команде «Серп и Молот» с Александром Якушевым. Был приглашён в ЦСКА, за который дебютировал в чемпионате СССР в сезоне 1966/67. В начале карьеры считался одним из самых одарённых игроков СССР. Отыграл ещё два сезона, после начала сезона 1969/70 был отправлен в фарм-клуб из первой лиги «Звезда» Чебаркуль. В следующем сезоне перешёл в другой клуб первой лиги «Кристалл» Саратов. Оттуда приглашался в «Крылья Советов», но отказался от перехода, что впоследствии называл своей самой большой ошибкой. Отыграл сезон в первой лиге за «Локомотив» Москва, но не получив обещанной квартиры, перешёл в клуб второй лиги «Бинокор» Ташкент. Проведя там сезон, завершил карьеру в 26 лет.
Жена — сестра футболиста Евгения Жукова.
Работал на заводе МЭЛЗ, администратором в пивной на Даниловском рынке. До пенсии работал в фирме по установке вентиляции, сигнализации.